# František Horský
František rytíř Horský von Horskýfeld, rodným jménem František Xaverius Horský (29. září 1801 Bílina – 6. dubna 1877 Býchory) byl český zemědělský hospodář, podnikatel, velkostatkář, konstruktér, pedagog a odborný publicista působící především na Vodňansku na jihu Čech a poté v okolí Kolína, kde vlastnil velkostatek se sídlem v Býchorech. Okolo poloviny 19. století svou osvětovou a inovátorskou činností významně přispěl k rozvoji českého zemědělství, zvláště k jeho počínající mechanizaci.

## Život

### Mládí
Narodil se jako druhorozený syn v rodině důlního úředníka Jakuba Horského v Bílině v severních Čechách, jeho matka Eleonora Horská byla dcerou panského lesníka z Hluboké nad Vltavou. Oba rodiče byli ovlivněni osvíceneckými myšlenkami, otec pracoval ve službách rodu Lobkowiců. František měl chatrné zdraví a napadal na jednu kratší nohu, tělesné nedostatky se však snažil dorovnat pílí a intelektem. Po přeložení otce do Vysokého Chlumce u Sedlčan přišel František Horský poprvé do kontaktu s českým kulturním proudem. Základní vzdělání získal kvůli nemocem soukromě, první praktické zkušenosti si osvojil na chlumeckém statku.

### Schwarzenberkové

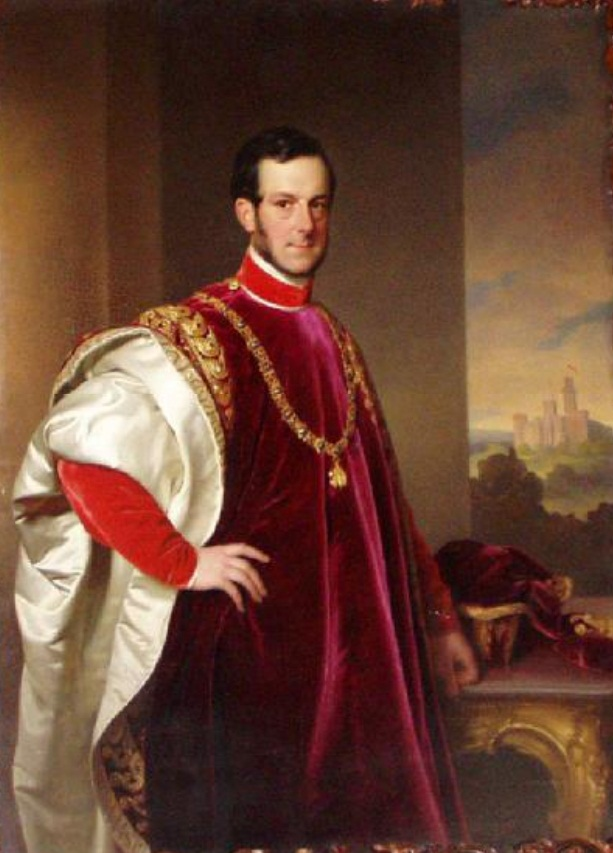
Jan Adolf II. ze Schwarzenbergu, Horského zaměstnavatel

Na přímluvu hraběte Lobkowice nastoupil na zemědělskou školu v Českém Krumlově, kde studoval v letech 1818-1821 a patřil mezi nejlepší žáky. Následně začal postupně pracovat na několika velkostatcích pro zde působící šlechtický rod Schwarzenberků.
Působil v Cítolibech u Loun (zde potkal svou první ženu), dále se přestěhoval za prací do Mšece, na obou místech pracoval jako nižší soudní úředník. Ve své hospodářské práci byl maximálně úspěšný: zaváděl nové metody střídavého osevního postupu, zavlažování a vydatného hnojení půdy, zabýval se chovem dobytka a dalších hospodářských zvířat.
Následně začal být zván na jiná panství, postupně stal inspektorem na 23 velkostatcích u osmi šlechtických rodin v Čechách. Roku 1846 získal titul c. k. hospodářského rady. Roku 1835 byl hrabětem Janem Adolfem II. Schwarzenbergem pověřen řízením velkostatku v Libějovicích u Vodňan, posléze se stal panským inspektorem.
Zdárně se také prosadil jako konstruktér zemědělských strojů, které umožňovaly obdělávání půdy několikanásobně zefektivnit. Celkem bylo Horskému připsáno okolo 60 patentů na zlepšení a vynálezy strojů. Jejich výroba probíhala v Libějovicích a následně se rozšířila i do jiných provozů, mj. do Prahy a jinam.
Od roku 1835 byl dopisujícím a od roku 1851 řádným členem c. k. vlastenecko-hospodářské společnosti.
František Horský přesvědčil Adolfa ze Schwanzerbergu, roku 1850 stál u zrodu a roku 1851 se také stal prvním ředitelem první české rolnické školy na velkostatku v Rábíně u Netolic, která byla vedle zemědělské školy v Libverně s výukou v němčině druhou institucí takového typu v zemích Koruny české, a tedy první s výukou v češtině. Školu úspěšně řídil a rozvíjel až do svého odchodu do penze roku 1857.

### Vlastníkem velkostatku

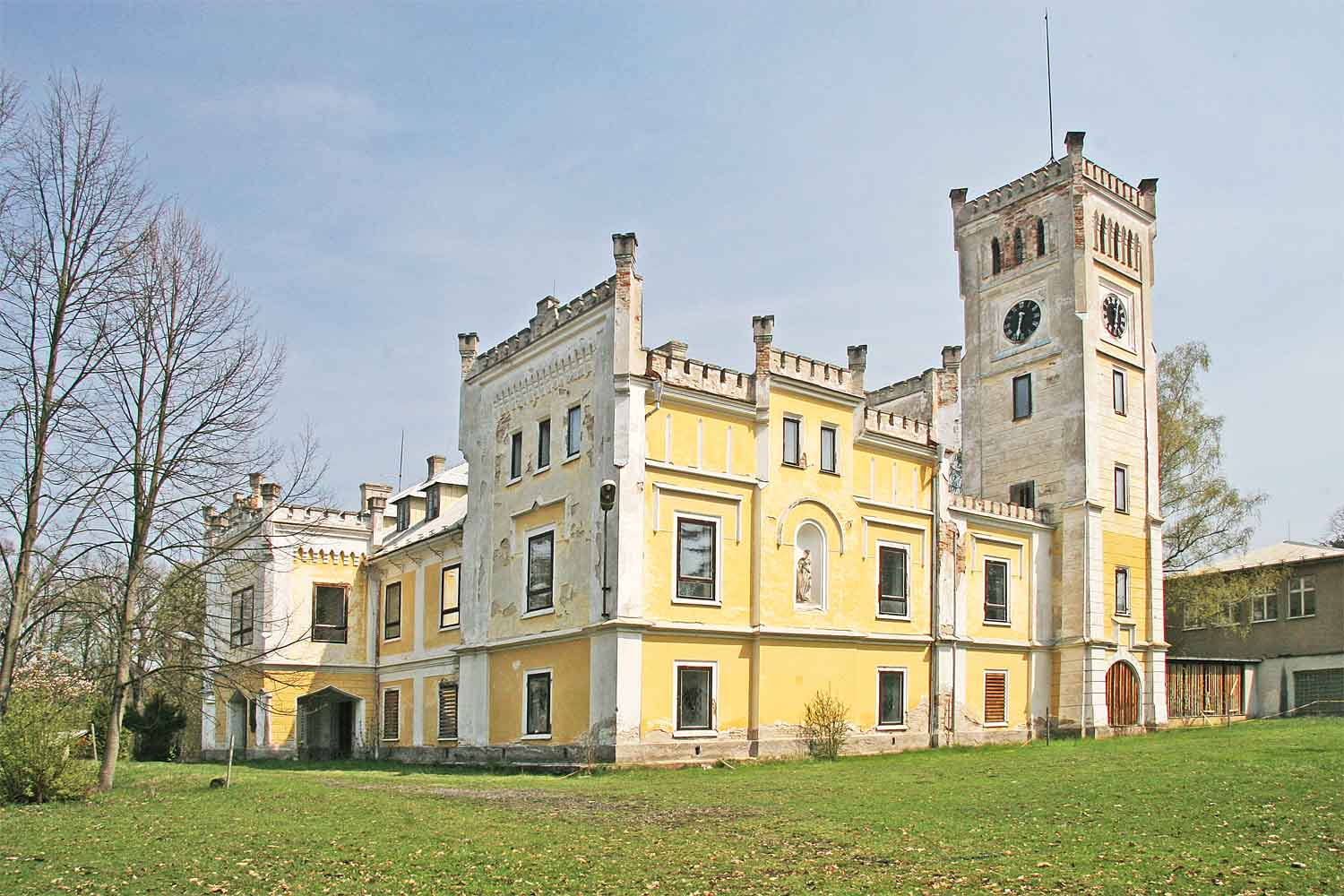
Zámeček v Býchorech

František Horský se následně rozhodl pořídit si vlastní hospodářství, roku 1862 odkoupil za 460 000 zlatých krachující velkostatek rodiny Veithů v okolí Kolína u Labe. Za pozemky o výměře 2023 hektarů vynaložil téměř všechny své prostředky, rychle se mu ovšem i z tohoto regionu povedlo vytvořit prosperující hospodářství. Roku 1873 byl pak povýšen do dědičného rytířského stavu, je od té doby tedy uváděn jako František rytíř Horský von Horskýfeld. Roku 1867 byl udělen řád Železné koruny III. třídy. Ve stejné době také zastával úřad zastupitele města Kolína.
Intenzivně se věnoval podnikatelské činnosti v Kolíně a okolí obcí na severním břehu řeky. Inicioval stavbu nových cest a stromových alejí, z jeho popudu byla ze stanice Velký Osek roku 1871 vyvedena 4 km dlouhávlečka do jeho dvora Karolín u Volárny, dále ovocných sadů, zavlažovacích hrází, kanálů, veřejných staveb či obytných domů. Horský zde také zakládal řadu průmyslových podniků poháněných parním strojem: cukrovary, lihovary, olejnu, sušárnu ovoce, zmodernizoval pivovar, v Kolíně provozoval velký cukrovar v Zálabí a lučební závod (chemičku) na výrobu hnojiv. Hostil na svém velkostatku mezinárodní návštěvu hostů ze Světové výstavy ve Vídni roku 1873. V Býchorech nechal v letech 1870–1875 vystavět sídlo Horskýsfeld podle návrhu vídeňského architekta Moritze Hinträgera ve stylu tudorovské novogotiky. Pravidelně pobýval také v Teplicích, v Oseku u Duchcova vlastnil zámeček[který?].

### Polní kázání
Nadále pokračoval v šíření a sdílení pokročilých pěstebních metod, a to i formou tzv. polních kázání. Jednalo se o veřejné přednášky přímo na polích, kterých se účastnily až stovky rolníků a dalších posluchačů. Horského přednášky byly později vydány pod titulem Rolnická polní kázání o tom, co jest nejpotřebnější k výkonnému vzdělávání polí.

### Úmrtí

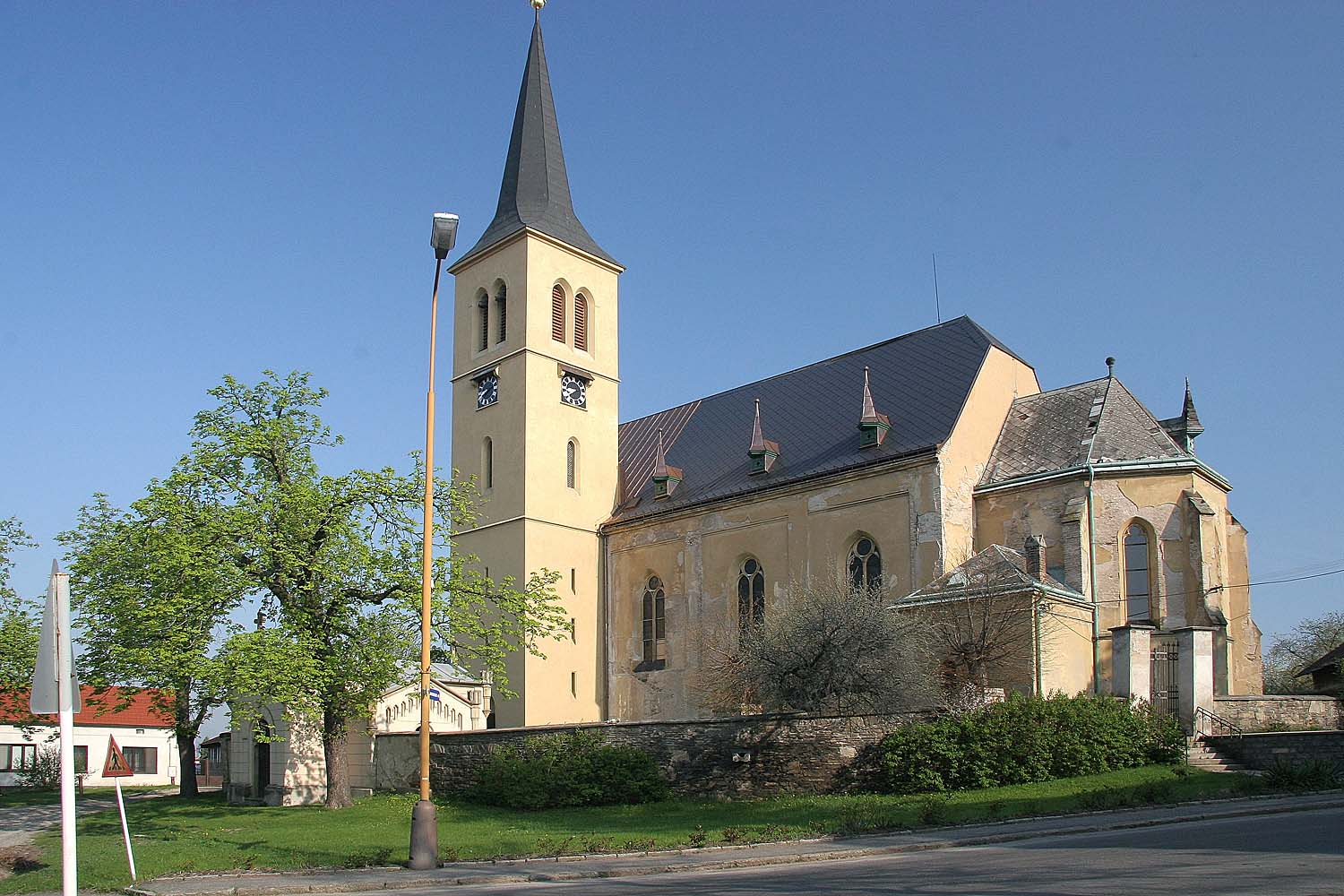
Kostel svatého Jakuba Většího v Ovčárech

Ke konci života trpěl dnou a ischiasem. Chodil o berlích, ale do posledních chvil se snažil být práceschopný. Zemřel na svém zámku v Býchorech 6. dubna 1877 a byl pochován v rodinné hrobce u kostela sv. Jakuba Většího v Ovčárech.

### Rodinný život
František Horský byl celkem dvakrát ženatý. Roku 1828 se oženil s Terezií Rödlingovou
1. ↑  VOLF, Miloslav a Československé zemědělské muzeum (Praha, Česko). Významní členové a spolupracovníci Vlastenecko-hospodářské společnosti v království Českém: (k 200. jubileu založení VHS). Praha: Ústav vědeckotechnických informací, 1967. s. 58. Dostupné také z: https://ndk.cz/uuid/uuid:eba966d8-7141-44df-ac1c-9fd5e250063b
2. ↑  ŠULC, Bc. Roman. Polní kazatel z Kolínska. NaCestu. Vlastivědný ústav, 2017-01-26, roč. 1, čís. 2, s. 34–39. Dostupné online. ISSN 2533-378X.